# Johann Conrad Jacobi (Politiker)
Johann Conrad Jacobi (* 14. September 1709 in Murrhardt/Württemberg; † 18. Juli 1786 in Bochum) war Bürgermeister von Bochum.

## Leben
Jacobi erhielt 1730 das Bochumer Bürgerrecht und war als Kauf- und Handelsherr tätig.
Er heiratete am 3. Juli 1735 Gertrude Christine Severin, die Tochter von Georg Heinrich Severin und Sibilla Margarethe Krupp sowie Witwe des „großen Kaufmanns“ Johann Hermann Mallinckrodt war. Gertrude starb am 25. März 1795 im Alter von 93 Jahren in Bochum. Gemeinsam hatten sie drei Kinder: Georg Friedrich Jacobi, Margaretha Dorothea Jacobi und Johann Ludwig Jacobi.
Nach seiner Verehelichung – die ihm Wohlstand und Ansehen brachte – wohnte er im Haus Nr. 130 (Bongardstraße 43, früher Obere Marktstraße 37) in Bochum. 
Die preußische Landesregierung ernannte ihn 1745 zum zweiten Bürgermeister. Das Amt bekleidete er bis zum Fortzug des ersten Bürgermeisters Gerhard Wilbrand Lennich im Jahre 1772. 
Während des Siebenjährigen Krieges konnte im Herbst 1758 die städtische Kontribution an die französischen Besatzungstruppen nicht aufgebracht werden. Am 28. Dezember wurden dann Bürgermeister Jacobi und der Gemeindevorsteher J. W. Flügel, am 4. Januar 1759 Bordelius und Assessor Esselbner als Geiseln nach Ruhrort verbracht.
Der Stadtrat und die Gemeindevorsteher trugen nach dem Fortzug von Lennich einstimmig Jacobi „in Anbetracht der besonders im Kriege und sonsten der Stadt geleisteten Dienste und Bemühungen“ die erledigte Stelle an; dieser bat jedoch, da seine Gesundheit seit dem Kriege geschwächt sei, ihm seinen Sohn, den Advokaten am Landgericht Dr. jur. Georg Friedrich Jacobi zur Seite zu stellen. Bald darauf trat der alte Jacobi ganz zurück und am 23. Dezember 1772 wurde sein Sohn gewählt.
Jacobi erwarb 1750 vom Kloster Herdecke das Lehngut Weilbrinkshof, welches sich von dem heutigen katholischen Vikariat an der Bleichstraße bis zur Arndtstraße und Stühmeyerstraße hinzog. Der neue Besitz wurde später mit der zunehmenden Entwicklung der Stadt für seine Erben ein wertvolles Vermögensstück. Ebenso erbaute er das Haus Wittener Str. 9 in Bochum, das er 1775 seinem Sohn Johann Ludwig vererbte.